# فابيو ساباتيني
فابيو ساباتيني (بالإيطالية: Fabio Sabatini)‏ ولد بتاريخ 18 فبراير 1985 في إيطاليا، هو دراج إيطالي في صنف سباق الدراجات على الطريق.

## روابط خارجية
- فابيو ساباتيني على موقع الاتحاد الدولي للدراجات (الإنجليزية)
- فابيو ساباتيني على موقع أرشيف الدراجات (الإنجليزية)
- فابيو ساباتيني على موقع إحصائيات الدراجات الإحترافية (الإنجليزية)
- فابيو ساباتيني على موقع نسبة الدراجات (الإنجليزية)
- فابيو ساباتيني على موقع CycleBase (الإنجليزية)